# DDR-Oberliga 1961/62 (Badminton)
Die DDR-Oberliga im Badminton war in der Saison 1961/1962 die höchste Mannschaftsspielklasse der in der DDR Federball genannten Sportart. Es war die dritte Austragung dieser Mannschaftsmeisterschaft.

## Ergebnisse
Aktivist Tröbitz – EBT Berlin 6:2
1. Oktober 1961 Berlin
Aktivist Tröbitz – Post Berlin 7:1
15. Oktober 1961 Tröbitz
1. MX: Erich Wilde / Helga Krüger – Detlef Paul / Gisela Müller 15:8 15:7
1. HD: Gottfried Seemann / Gerolf Seemann – Hartmut Münch / Uwe Trettin 15:13 15:1
2. HD: Peter Schurig / Erich Wilde – Helmut Standfuß / Detlef Paul 15:11 15:4
1. HE: Gottfried Seemann – Uwe Trettin 15:4 15:3
2. HE: Klaus Katzor – Hartmut Münch 15:8 15:7
3. HE: Gerolf Seemann – Helmut Standfuß 15:5 3:15 15:10
1. DE: Annemarie Fritzsche – Ruth Preuß 5:11 8:11
1. DD: Helga Krüger / Annemarie Fritzsche – Ruth Preuß / Gisela Müller 15:6 15:10
Aktivist Tröbitz – Motor Ifa Karl-Marx-Stadt 6:2
29. Oktober 1961 Tröbitz
Aktivist Tröbitz – Traktor Hilbersdorf 8:0
12. November 1961 Hilbersdorf, Hilbersdorf später zurückgezogen, nicht gewertet
Aktivist Tröbitz – SG Gittersee 8:0 oder 7:1
26. November 1961 Tröbitz
Aktivist Tröbitz – EBT Berlin 8:0 oder 7:1
4. Februar 1962 Tröbitz
Aktivist Tröbitz – Post Berlin 8:0 oder 7:1
18. Februar 1962 Berlin
Aktivist Tröbitz – Motor Ifa Karl-Marx-Stadt 8:0
4. März 1962 Karl-Marx-Stadt
Aktivist Tröbitz – Traktor Hilbersdorf -
11. März 1962 Tröbitz Hilbersdorf zog zurück
Aktivist Tröbitz – SG Gittersee
25. März 1962 Gittersee

## Endstand
| Platz | Mannschaft |
| ----- | --- |
| 1.    | Aktivist Tröbitz (Gottfried Seemann, Gerolf Seemann, Peter Schurig, Erich Wilde, Klaus Katzor, Annemarie Fritzsche, Rita Gerschner, Helga Krüger) |
| 2.    | Post Berlin (Helmut Standfuß, Hartmut Münch, Uwe Trettin, Günter Beier, Karl Beier, Detlef Paul, Gisela Müller, Ruth Preuß)                       |
| 3.    | EBT Berlin (Hans Abraham, Klaus Adam, Kurt Willumeit, Horst Winkler, Günter Görges, Sigrid Jaschke, Doris Domagalla, Karin Füller)                |
| 4.    | Motor IFA Karl-Marx-Stadt |
| 5.    | SG Gittersee |
| 6.    | Traktor Hilbersdorf |

## Referenzen
- René Born: 1957–1997. 40 Jahre Badminton in Tröbitz – Die Geschichte des BV Tröbitz e. V., Eigenverlag (1997), 84 Seiten. (Online-Version)
- René Born: Badminton in Tröbitz (Teil 1 – Die Anfänge, die Medaillengewinner, die Statistik), Eigenverlag (2007), 455 Seiten (Online-Version)
- Martin Knupp: Deutscher Badminton Almanach, Eigenverlag (2003), 230 Seiten